# Adelheid Kuhlmey
Adelheid Kuhlmey (geboren 1955 in Sachsen-Anhalt) ist eine deutsche Medizinsoziologin und Gerontologin. Sie ist Direktorin des Instituts für Medizinische Soziologie und Rehabilitationswissenschaft und war von 2014 bis Anfang 2020 Prodekanin für Studium und Lehre an der Charité Universitätsmedizin Berlin, an der sie auch eine Professur innehat. Von 2016 bis 2020 war sie Mitglied im Deutschen Ethikrat.

## Beruflicher Werdegang
Kuhlmey studierte von 1975 bis 1980 an der Humboldt-Universität zu Berlin und promovierte 1984 zu einem sozialgerontologischen Thema. Von 1993 bis 1996 war sie kommissarische Direktorin des Instituts für Medizinische Soziologie der Medizinischen Fakultät der Charité, bevor sie als Professorin für die Fächer Gerontologie und Medizinsoziologie an die Fachhochschule Neubrandenburg berufen wurde. Von 1998 bis 2002 hatte sie eine Professur für die gleichen Fächer an der Fachhochschule Braunschweig/Wolfenbüttel inne. 2002 wurde sie zur Direktorin des Instituts für Medizinische Soziologie und Rehabilitationswissenschaft am Zentrum für Human- und Gesundheitswissenschaften ernannt, seit 2010 ist sie Direktorin des gesamten Zentrums. Im Jahre 2014 wählte sie der Fakultätsrat der Charité zur Prodekanin für Studium und Lehre. Im Rahmen der Gründung der Medizinischen Universität Lausitz ist sie Teil des Gründungsvorstands der neuen Cottbuser Universität.

## Forschung
Kuhlmey forscht als Gerontologin zum Thema Altern und dabei im Besonderen zu den Themen Gesundheit und Gesundheitsförderung im Alter und zur Gesundheits-/ und pflegerischen Versorgung alternder Menschen. Sie hat mehrere Bücher zu diesen Themen herausgegeben, wie z. B. die Pflegereporte der Jahre 2014 bis 2019 und ist (Co-)Autorin zahlreicher Veröffentlichungen in wissenschaftlichen Zeitschriften.

## Mitgliedschaften
- 1999–2009: Mitglied des Sachverständigenrates zur Begutachtung der Entwicklung im Gesundheitswesen.[9]
- 2002–2008: Stellv. Vorsitzende des Vorstandes der Deutschen Gesellschaft für Medizinische Soziologie (DGMS)[10]
- ehemaliges Mitglied des wissenschaftlichen Beirats des Instituts für Public Health und Pflegeforschung (IPP), Universität Bremen[11]
- Vorsitzende des wissenschaftlichen Beirats des Zentrums für Qualität in der Pflege[12]
- Mitglied des Deutschen Zentrums für Altersfragen[13]
- Mitglied des Medizinsenats der Freien Universität und der Humboldt-Universität für die Charité – Universitätsmedizin Berlin[14]
- Mitglied der 3., 4. und 5. Altenberichtskommission der Bundesregierung[15]
- Mitglied der Deutschen Gesellschaft für Medizinische Soziologie (DGMS)
- Mitglied der Deutschen Gesellschaft für Medizinische Psychologie (DGMP)
- Mitglied der Deutschen Gesellschaft für Gerontologie und Geriatrie (DGGG)
- 2016: Berufung in den Deutschen Ethikrat durch den Präsidenten des Deutschen Bundestages, Norbert Lammert[16]